# La Société de consommation (ouvrage)
 (mars 2015).
Si vous disposez d'ouvrages ou d'articles de référence ou si vous connaissez des sites web de qualité traitant du thème abordé ici, merci de compléter l'article en donnant les références utiles à sa vérifiabilité et en les liant à la section « Notes et références ».
La Société de consommation est un ouvrage du sociologue français Jean Baudrillard, publié en 1970, deux ans après son précédent ouvrage Le Système des objets devenu depuis une référence majeure de la contre-culture.
L'auteur y explique que, dans les sociétés occidentales contemporaines, les relations sociales deviennent structurées par un élément relativement nouveau : la consommation de masse. Dans cette approche, la consommation n’est plus, pour chaque individu, le moyen de satisfaire ses besoins (théorie des besoins) mais plutôt de se différencier. Cette personnalisation tend à remplacer les différences réelles entre les individus par essence contradictoires.

## Citation
« La publicité tout entière n’a pas de sens, elle ne porte que des significations. Ces significations (et les conditions auxquelles elles font appel) ne sont jamais personnelles, elles sont toutes différentielles, elles sont marginales et combinatoires. C’est-à-dire qu’elles relèvent de la production industrielle des différences, par quoi se définirait, je crois, avec le plus de force le système de la consommation. »

## Description
Dans nos sociétés où la consommation prend la place de la morale, le corps devient un objet, un capital soumis à un impératif de faire-valoir. Et même si la publicité a recours à des représentations érotiques, il s’agit en fait d’une censure du sens profond des fantasmes. Ces derniers sont étouffés par un jeu de signes sexuels codifié.
Le pouvoir de la société de consommation est énorme. Il est à la fois destructeur et créateur : ce qui est matériellement détruit est ainsi souvent recréé de façon factice sous forme de messages, symboles ou signes : la relation humaine est remplacée par des hôtesses d’accueil souriantes chargées de « fluidifier » les rapports sociaux, dans les zones urbanisées la nature est recréée sous forme d’espaces verts...
La société de consommation repose sur son propre mythe : « Si la société de consommation ne produit plus de mythe, c’est qu’elle est elle-même son propre mythe. À un Diable qui apportait l’Or et la Richesse (au prix de l’âme) s’est substituée l’Abondance pure et simple. Et au pacte avec le Diable le contrat d’Abondance. »

## Culture populaire
En novembre 2007, dans une campagne publicitaire d'affichage et de télévision pour la collection Homme des Galeries Lafayette, Frédéric Beigbeder apparaît tenant La Société de consommation entre ses mains. L'auteur, qui est aussi un ex-publicitaire, avait déjà l'habitude d'adopter dans ses romans, notamment 99 francs, un ton ironique à l'égard de son ancien métier.
Renversement de perspective fréquent, la « culture de masse » fait ainsi sienne la « contre-culture » .